# Ян Рейтер
Ян Рейтер (нід. Jan Ruiter, нар. 24 листопада 1946, Волендам) — нідерландський футболіст, що грав на позиції воротаря, зокрема за «Андерлехт», у складі якого — володар Кубка Кубків УЄФА та Суперкубка УЄФА, а також за національну збірну Нідерландів. По завершенні ігрової кар'єри — тренер.

## Клубна кар'єра
У дорослому футболі дебютував 1967 року виступами за команду «Волендам» з рідного міста, в якій провів чотири сезони. 
1971 року перебрався до Бельгії, приєднавшись до лав «Андерлехта», у складі якого відразу ж став основним голкіпером. Допоміг команді двічі, у 1972 і 1974 роках, вигравати чемпіонат Бельгії, а 1976 року здобути спочатку Кубок володарів кубків УЄФА, а згодом Суперкубок УЄФА.
Пізніше протягом 1977—1984 років грав у за «Моленбек» та «Беєрсхот», а завершував професійну ігрову кар'єру в  «Антверпені», ворота якого захищав у 1984—1985 роках.

## Виступи за збірну
1976 року провів свою єдину гру у складі національної збірної Нідерландів. Того ж року був резервним голкіпером нідерландців на  чемпіонаті Європи в Італії, на якому команда здобула бронзові нагороди.

## Кар'єра тренера
Протягом частини 1989 року очолював тренерський штаб бельгійського «Берхема».

## Титули і досягнення
- Володар Кубка Кубків УЄФА (1):

«Андерлехт»: 1975/76
- Володар Суперкубка УЄФА (1):

«Андерлехт»: 1976
- Чемпіон Бельгії (2):

«Андерлехт»: 1971/72, 1973/74